# Darko Maletić
Darko Maletić (en serbe cyrillique : Дарко Малетић), né le 20 octobre 1980 à Banja Luka en Yougoslavie (auj. en Bosnie-Herzégovine), est un footballeur international bosnien qui évoluait au poste de milieu de terrain.

## Carrière

### En club
Il commence sa carrière professionnelle au FK Borac Banja Luka, son club formateur. À l'été 2001, il rejoint le Rapid Vienne. Après 13 matches joués en Autriche, il rejoint le NK Publikum Celje en Slovénie puis le Zénith Saint-Pétersbourg en Russie, où il signe un contrat de 4 ans. Après 2 décevantes saisons passées en réserve ou en prêt au FK Chinnik Iaroslavl, il rejoint pour 6 mois le club roumain du FC Vaslui. C'est finalement au terme de ce contrat que Darko trouve une stabilité et des performances, en rejoignant le prestigieux club serbe du Partizan Belgrade. Il inscrit ainsi 4 titres à son palmarès jusqu'alors néant, deux championnats et deux coupes nationales. En 2009, il rejoint le club allemand du TuS Koblenz, évoluant en Bundesliga 2.

### En sélection nationale
Lorsque Fuad Muzurović est nommé sélectionneur de l'équipe de Bosnie-Herzégovine, Darko Maletić, alors âgé de 26 ans, est appelé en sélection pour jouer contre la Norvège. Il effectue donc sa première apparition internationale en mars 2007, remplaçant Adnan Ćustović à la 82e minute. La Bosnie-Herzégovine remporte le match par 2 buts à 1.
Il joue 7 matches lors des éliminatoires de l'Euro 2008 puis il est exclu de l'équipe en 2008 par le nouveau sélectionneur, Miroslav Blažević, avant de revenir en 2010.

## Palmarès
- Partizan Belgrade
  - Champion de Serbie en 2008
  - Vainqueur de la Coupe de Serbie en 2008
- Borac Banja Luka
  - Champion de Bosnie-Herzégovine en 2011.